# تربین
شهر تربین (به آلمانی: Trebbin) در ایالت برندنبورگ در کشور آلمان واقع شده‌است.